# Distrito de Pauri Garhwal
Pauri Garhwal (en hindi: पौड़ी गढ़वाल) es un distrito de la India en el estado de Uttarakhand. Código ISO: IN.UL.PG.
Comprende una superficie de 5438 km².
El centro administrativo es la ciudad de Pauri.

## Demografía
Según censo 2011 contaba con una población total de 686527 habitantes, de los cuales 360 121 eran mujeres y 326 406 varones.